# Сетевой телескоп
Сетевой телескоп (также известный как пакетный телескоп, датчик интернет-движения или черная дыра) — это интернет-система, позволяющая наблюдать различные крупномасштабные события, происходящие в Интернете. Основная идея заключается в наблюдении за трафиком, направленным в скрытое (неиспользуемое) адресное пространство сети. Поскольку весь трафик на эти адреса является подозрительным, наблюдая за ним, можно получить информацию о возможных сетевых атаках (случайно сканирующих адреса червях и обратном рассеянии DDoS), а также о прочих сбоях конфигураций путём наблюдения за ними.
Разрешение интернет-телескопа зависит от количества IP-адресов, которые он отслеживает. Например, большой интернет-телескоп, отслеживающий трафик по 16 777 216 адресов (интернет-телескоп /8 в IPv4), имеет более высокую вероятность наблюдения относительно небольшого события, чем меньший телескоп, отслеживающий 65 536 адресов (интернет-телескоп /16).
Название происходит от аналогии с оптическими телескопами, где большая апертура позволяет принимать больше фотонов.
Вариантом сетевого телескопа является разреженная даркнет, или грейнет, состоящая из области пространства IP-адресов, редко заполненной адресами «даркнета», перемежающимися активными (или «освещенными») IP-адресами. В их число входит грейнет, собранный из 210 000 неиспользуемых IP-адресов, расположенных в основном в Японии.

## Примеры крупных сетевых телескопов
| Сеть             | Покрытие   | IP-адреса                                   | Имя                                              | Продолжительность жизни         | Захватывает          |
| ---------------- | ---------- | ------------------------------------------- | ------------------------------------------------ | ------------------------------- | -------------------- |
| 1/8              | 100 %      | ≈16M                                        | APNIC                                            | 23.02.2010 (1 неделя)           | 4,1 терабайт         |
| 44/8             | 99 %       | ≈16M                                        | Сетевой телескоп UCSD                            | 01.02.2001-31.12.2017           | 3,25 петабайт        |
| 44/8             | 99 %       | ≈16M                                        | Сетевой телескоп UCSD                            | 01.01.2018-04.06.2019           |                      |
| 44/8             | 74 %       | ≈12 млн.                                    | Сетевой телескоп UCSD                            | 05.06.2019—                     |                      |
| 35/8             | 67 %       | ≈11 млн.                                    | Merit Network                                    | 05.10.2005—                     | 18,2 терабайта       |
| 50/8             | 100 %      | ≈16M                                        | ARIN                                             | 12.03.2010 (1 неделя)           | 1,1 терабайт         |
| 107/8            | 100 %      | ≈16M                                        | ARIN                                             | 25 марта 2010 г. (1 неделя)     | 1,2 терабайта        |
| 1300 сетей       | 1300 сетей | 1300 сетей                                  | Акамай / Массачусетский технологический институт | 2009/2019—                      |                      |
| /16              | 100 %      | ≈65 тыс.                                    | HEANet                                           | 2019-03 (1 неделя)              | 96 гигабайт          |
| /15              | 100 %      | ≈130 тыс.                                   | SURFnet                                          |                                 |                      |
| 2a10::/12 (IPv6) | 100 %      | 8,3 миллиарда триллионов триллионов (2^112) | RIPE NCC                                         | 13.01.2020 — 16.01.2020 (3 дня) | 19 миллионов пакетов |